# Такано, Ая (пловчиха)
Ая Такано (яп. 高野 綾  Такано Ая, род. 14 марта 1994, Осака или Ибараки, Осака) — японская пловчиха, призёрка Азиатских игр.
Родилась в 1994 году в Осаке. В 2012 году приняла участие в Олимпийских игр в Лондоне, но там заняла лишь 8-е место в эстафете 4×200 м вольным стилем и 26-е — на дистанции 400 м вольным стилем. В 2014 году стала серебряной призёркой Азиатских игр.